# Deraeocoris ruber
Deraeocoris ruber är en insektsart som först beskrevs av Carl von Linné 1758.  Deraeocoris ruber ingår i släktet Deraeocoris och familjen ängsskinnbaggar. Arten är reproducerande i Sverige. Inga underarter finns listade i Catalogue of Life.

## Bildgalleri

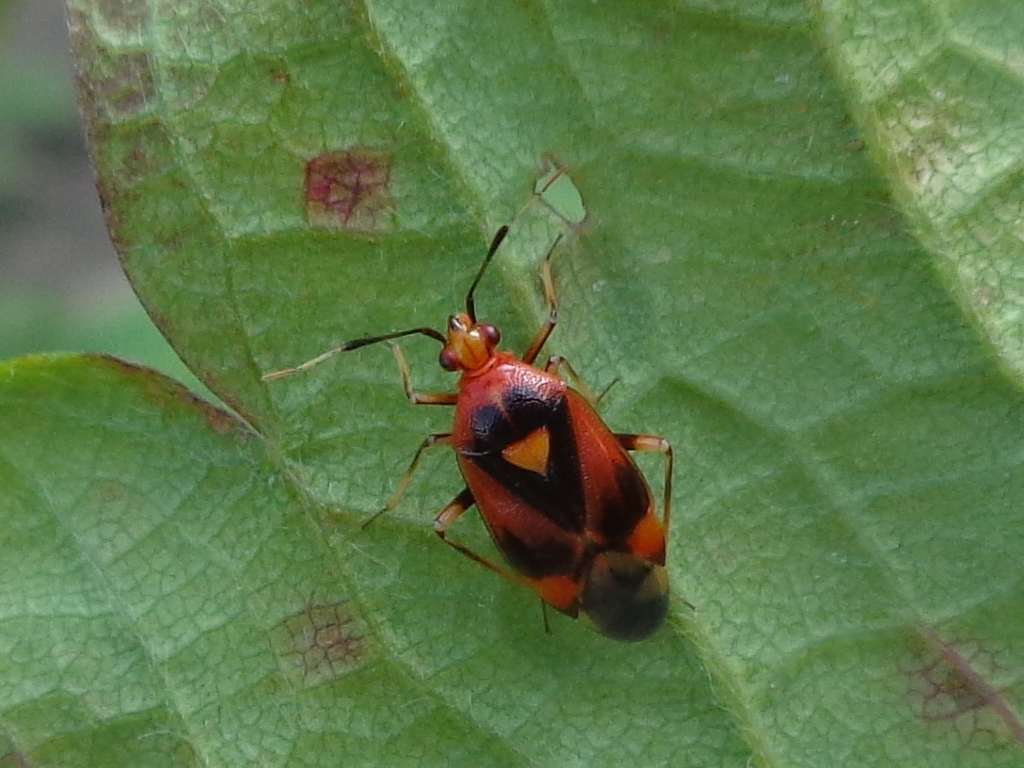
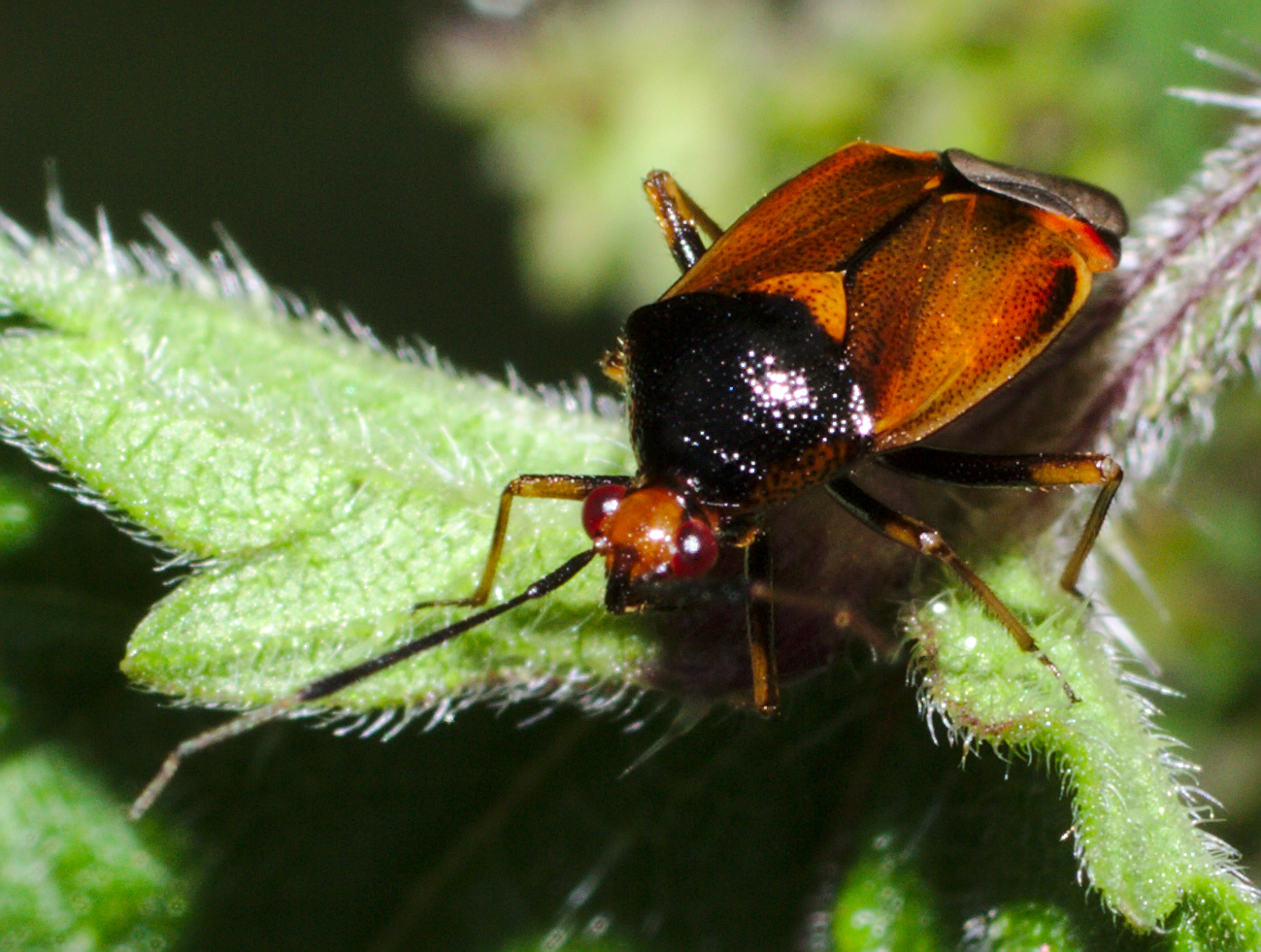